# Chía (Huesca)
Pour les articles homonymes, voir Chía.
Chía (prononcé /ˈt͡ʃi.a/ en espagnol) est une commune espagnole située dans la comarque de la Ribagorce, elle-même dans la province de Huesca (Aragon, Espagne) .

## Toponymie
Le village est situé au pied de la sierra éponyme. L'origine de ce nom de lieu est préindoeuropéen, selon Mascaray Terrado.

## Langue
Une variété régionale d'aragonais, idiome du Haut-Aragon de nos jours, est toujours parlé dans le village et alentours.